# Полет (Вермонт)
Полет (англ. Pawlet) — місто (англ. town) в США, в окрузі Ратленд штату Вермонт. Населення — 1424 особи (2020).

## Демографія
Згідно з переписом 2010 року, у місті мешкало 1477 осіб у 606 домогосподарствах у складі 411 родини. Було 771 помешкання
Расовий склад населення:
| - 96,9 % — білих - 0,5 % — чорних або афроамериканців - 0,2 % — азіатів - 0,1 % — корінних американців |

До двох чи більше рас належало 2,0 %. Частка іспаномовних становила 1,6 % від усіх жителів.
За віковим діапазоном населення розподілялося таким чином: 23,0 % — особи молодші 18 років, 60,3 % — особи у віці 18—64 років, 16,7 % — особи у віці 65 років та старші. Медіана віку мешканця становила 43,8 року. На 100 осіб жіночої статі у місті припадало 102,1 чоловіків;  на 100 жінок у віці від 18 років та старших — 102,0 чоловіків також старших 18 років.
Середній дохід на одне домашнє господарство  становив 62 331 долар США (медіана — 45 875), а середній дохід на одну сім'ю — 77 315 доларів (медіана — 60 903). Медіана доходів становила 36 958 доларів для чоловіків та 45 000 доларів для жінок. За межею бідності перебувало 13,1 % осіб, у тому числі 16,7 % дітей у віці до 18 років та 4,5 % осіб у віці 65 років та старших.
Цивільне працевлаштоване населення становило 625 осіб. Основні галузі зайнятості: освіта, охорона здоров'я та соціальна допомога — 24,6 %, виробництво — 12,6 %, будівництво — 12,6 %.